# قزل-ازگروش (شهرستان تاق‌تاگل)
قزل-ازگروش (به لاتین: Kyzyl-Özgörüsh) یک منطقهٔ مسکونی در قرقیزستان است که در شهرستان تاق‌تاگل واقع شده‌است. قزل-ازگروش ۱٬۹۶۵ نفر جمعیت دارد و ۱٬۹۱۴ متر بالاتر از سطح دریا واقع شده‌است.